# Pont de Saint-Denis-de-Pile
Le pont de Saint-Denis-de-Pile est un pont suspendu qui enjambe l'Isle et relie Saint-Denis-de-Pile à Bonzac en Gironde. Il est fermé définitivement à toute circulation depuis le vendredi 16 février 2024.

## Historique
Saint-Denis-de-Pile, à une dizaine de kilomètres au nord de Libourne en Gironde, fut équipée, au début du XXe siècle, d'un premier pont suspendu à voie unique (avec des piles de pierres en forme d'obélisque).
Dès la fin des années 1920 il s'avéra trop étroit pour la circulation de l'époque (encore fortement hippomobile).
Les Ponts et Chaussées prévoient donc son remplacement.
Le pont de bois fut démoli en 1929 et, l'année suivante, commença la construction d’un nouveau pont suspendu, au même endroit, long de 6O,5 mètres et possédant 5 mètres de voie et 1,80 mètre de trottoirs, sous la direction de Gaston Leinekugel Le Cocq.
Le 3 juin 1931 au matin, 16 camions sont utilisés pour les essais de charges avec un poids total de 120 tonnes.
En s'engageant sur le pont, le quatorzième véhicule se déporta et heurta un câble de suspension, un hauban.
Le camion qui le suivait le percuta par l’arrière et le projeta plus violemment sur le câble déjà fragilisé, qui céda en quelques secondes.
Les haubans se séparèrent du pont qui se cassa en deux plaques qui plongèrent dans la rivière.
Douze camions et leurs passagers furent immédiatement engloutis dans les eaux.
L'accident causa la mort de treize personnes (dont le fils de Leinekugel-Lecoq) et fit seize blessés graves ainsi que la « une » de toute la presse nationale.
Après l’accident, le constructeur établit une passerelle provisoire qui permettait le passage de véhicules de quatre tonnes.

Le nouveau pont fut commencé au mois de mai 1935 et remis en service en 1941, dix ans après l'accident.

Le nouveau pont ne fut jamais inauguré.

Rénové en 1998, ce pont servit au tournage de plusieurs scènes du téléfilm La Bicyclette bleue tiré du roman de Régine Desforges.

## Fermeture définitive et avenir
Depuis le 16 février 2024, en raison des problèmes de sécurité liés à l'âge avancé du pont de Saint-Denis-de-Pile, incluant notamment des contraintes telles que des charges lourdes et un trafic intense, celui-ci est fermé définitivement à toute circulation, y compris piétonne, ainsi qu'aux circulations sous le pont, y compris fluviales.
Il sera démantelé d'ici 2025, et reconstruit d'ici 2028.